# グーフィーの番犬
『グーフィーの番犬』（グーフィーのばんけん、『原題：Man's Best Friend』）は、ウォルト・ディズニー・プロダクション（現：ウォルト・ディズニー・カンパニー）が製作した1952年4月4日公開のアニメーション短編映画作品。グーフィーの短編映画シリーズの一作品である。

## あらすじ
人間と犬のコンビを思わせる関係を解説しながら、会社員のグーフィーがペットショップで一匹の子犬を買い、 『バウザー』と名付けて番犬へと育てる奮闘を描く。

## スタッフ
- 製作：ウォルト・ディズニー
- 監督：チャールズ・A・ニコルズ
- 作画：ジョージ・ニコラス、ジョン・シブレー、チャールズ・ニコルズ、ヒュー・フレザー
- 効果作画：ジョージ・ローリー
- 脚本：ミルト・バンタン、アル・ベルティノ
- 美術：アル・ザイネン
- 背景：ディック・アンソニー
- 音楽：ジョセフ・S・デュビン